# 馬斯豪
馬斯豪（荷蘭語：Maasgouw）是荷蘭的一個市鎮，位於荷蘭東南部，魯爾蒙德西南，在行政區劃上屬於林堡省。馬斯豪設立於2007年1月1日，是由Heel、Maasbracht、Thorn三個村莊合併而成。

## 外部連結
- 维基共享资源上的相關多媒體資源：馬斯豪
- Official website （页面存档备份，存于）